# باتريك فرنسيس
باتريك فرنسيس (26 مارس 1945 - )  (بالإنجليزية: Patrick Holman)‏ هو لاعب كريكت بريطاني.